# Schönbrunner Schlossbrücke

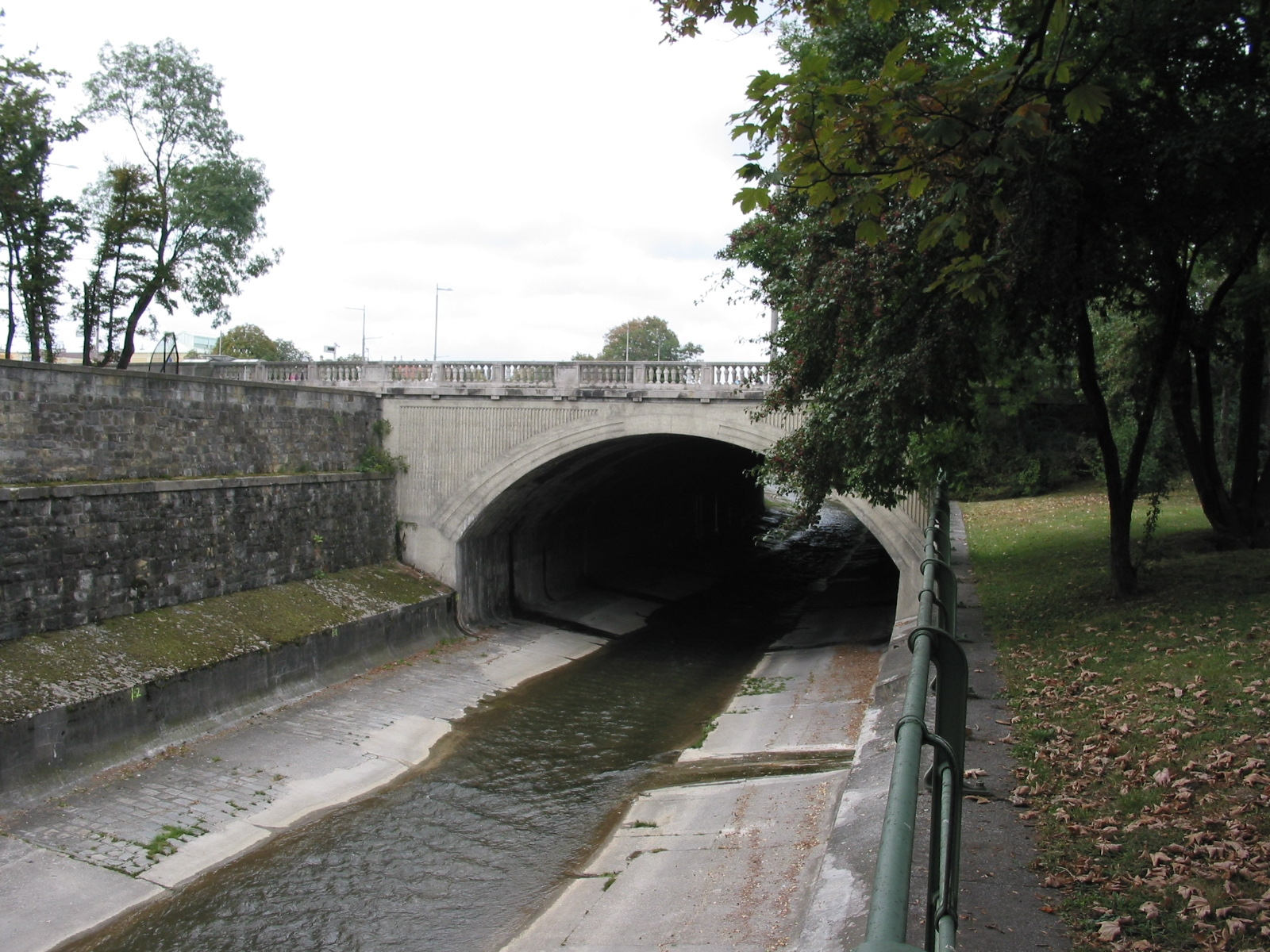
Die Schönbrunner Schlossbrücke in Wien

Die Schönbrunner Schlossbrücke ist eine Brücke über den Wienfluss und verbindet den Wiener Gemeindebezirk Hietzing mit den Bezirken Penzing und Rudolfsheim-Fünfhaus.

## Geschichte

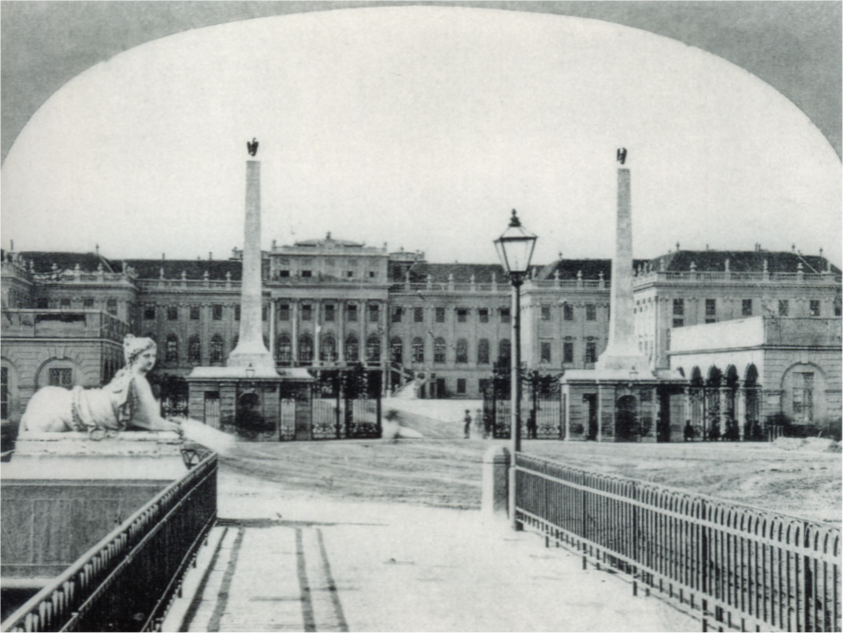
Blick von der Schlossbrücke auf das Schloss Schönbrunn im Jahr 1868

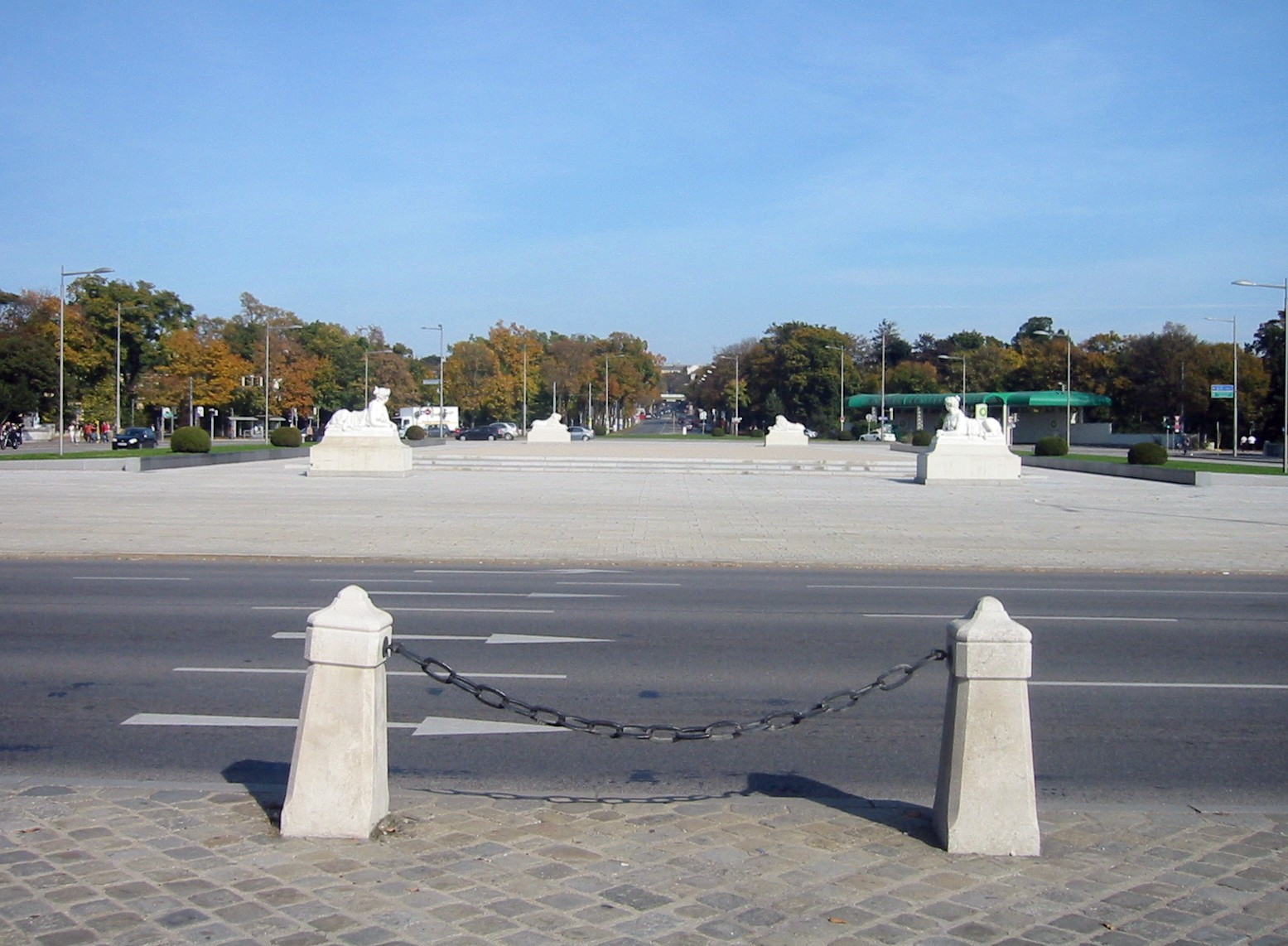
Die Brücke wurde 2005 umgestaltet und von Parkplätzen befreit

An der Stelle der heutigen Schönbrunner Schlossbrücke, die den Haupteingang des Schlosses Schönbrunn mit dem linken Wienflussufer verbindet, befand sich bereits spätestens Anfang des 18. Jahrhunderts eine Brücke. Im 19. Jahrhundert existierten auch zwei Stege, die in einer Entfernung von jeweils 200 bis 300 Metern vor und nach der Schlossbrücke gelegen waren und möglicherweise von Personal und Lieferanten des Schlosses genutzt wurden.
Im Zuge der Regulierung des Wienflusses wurde die alte Brücke abgebrochen und im Jahr 1900 eine repräsentative, 100 Meter breite Gewölbebrücke errichtet. 2005 erfolgte eine Umgestaltung der Brücke, dabei wurden unter anderem die Parkplätze in der platzartigen Mittelzone entfernt. Zwei steinerne Sphingen und zwei Löwenfiguren von Johann Wilhelm Beyer, die in den 1770er Jahren erschaffen wurden und auf den Brückenköpfen der damaligen Brücke thronten, bilden die Eckpunkte dieses an den beiden Längsseiten von Grünstreifen umgebenen Bereichs.
Die denkmalgeschützte (Listeneintrag) Betonbrücke überspannt neben dem Wienfluss auch die Trasse der aus der Wientallinie der Wiener Stadtbahn hervorgegangenen U-Bahn-Linie U4. Die Brücke wird von Straßenverkehr und Fußgängern genutzt und ist Teil des Wiener Radwegnetzes.